# Пеллегрино, Марко
Ма́рко Пеллегри́но (исп. Marco Pellegrino; род. 18 июля 2002, Буэнос-Айрес) — аргентинский футболист, защитник клуба «Милан», выступающий на правах аренды за клуб «Уракан».

## Клубная карьера
Пеллегрино — воспитанник клуба «Платенсе». 14 марта 2023 года в матче против «Велес Сарсфилд» он дебютировал в аргентинской Примере. 30 июля в поединке против «Химнасия Ла-Плата» Марко забил свой первый гол за «Платенсе».
22 августа 2023 года за 3,5 миллиона евро перешел в итальянский футбольный клуб «Милан», заключившему с молодым защитником пятилетний контракт.